# Escama placoide
Escama placoide é uma escama com estrutura parecida com a de um dente, pois é composta de esmalte, dentina, vasos e nervos. Têm origem na derme, são diminutas, podem ser substituídas e  exclusivas dos peixes cartilaginosos, como as raias e cações.
Elas servem para reduzir a turbulência causada pelo atrito com a água, e por consequência, a velocidade do nado aumenta.
Os ferrões das raias são escamas placóides modificadas. As raias de água doce possuem ferrão. Há raias com dois ferrões. Na ponta do ferrão há produção de veneno. 